# Aeroporto Internacional de Xunquim Jianbei
O Aeroporto Internacional de Xunquim-Jianbei é um aeroporto localizado no Distrito de Iubei de Xunquim, República Popular da China. Está localizado 21 km distante do centro da cidade de Xunquim e serve como importante hub para o sudoeste da China. O Aeroporto de Jiangbei é um hub para Chongqing Airlines, Sichuan Airlines e posteriormente será da China West Air, quando esta começar suas operações, e da Shenzhen Airlines, quando abrir um hub no aeroporto. Também é uma cidade-alvo para a Air China. A primeira e a segunda fase do aeroporto entraram em operação em janeiro de 1990 e em dezembro de 2004, respectivamente. Atualmente, o aeroporto tem dois terminais, em que um atua para voos domésticos e o outro, internacionais, principalmente. Seu terminal doméstico tem capacidade para 7 milhões de passageiros anuais, enquanto o internacional pode atuar com 1 milhão de passageiros anuais. Um terceiro terminal está na fase de planejamento, com a construção de uma segunda e terceira pistas de pousos e decolagens estando para começar logo.
Em termos de número de passageiros, o Aeroporto de Xunquim foi o 10º aeroporto da China continental em 2009, transportando 14.038.045 passageiros.

## Linhas aéreas e destinos
Nota: Voos para Hong Kong e Taiwan são considerados internacionais.
| Companhias              | Destinos |
| ----------------------- | --- |
| Air China               | Bangkok-Suvaranbhumi, Beijing-Capital, Changsha, Guangzhou, Guilin, Hangzhou, Hefei, Hong Kong, Kunming, Lanzhou, Lhasa, Nanchang, Nanjing, Qingdao, Sanya, Shanghai-Pudong, Seoul-Incheon, Shenzhen, Taipei-Tapyuan, Taiyuan, Tokyo-Narita, Zhengzhou |
| Asiana Airlines         | Seoul-Incheon |
| Chengdu Airlines        | Beihai |
| China Eastern Airlines  | Hefei, Jinjiang, Kunming, Nanjing, Shanghai-Pudong, Shijiazhuang, Taiyuan, Wenzhou, Wuhan, Wuxi, Xi'an |
| China Southern Airlines | Changsha, Dalian, Guangzhou, Guilin, Guiyang, Kunming, Lhasa, Nanning, Sanya, Shenyang, Shenzhen, Urumqi, Wuhan, Yiwu, Zhengzhou |
| China United Airlines   | Beijing-Nanyuan |
| Chongqing Airlines      | Beijing-Capital, Changsha, Guangzhou, Kunming, Sanya, Shanghai-Pudong |
| Deer Air                | Guangzhou |
| Dragonair               | Hong Kong |
| Hainan Airlines         | Beijing-Capital, Changsha, Guangyuan, Guangzhou, Haikou, Lanzhou, Nanning, Shenzhen, Xi'an, Zhengzhou |
| Shandong Airlines       | Jinan, Kunming, Qingdao |
| Shanghai Airlines       | Bangkok-Suvarnabhumi, Shanghai-Pudong |
| Shenzhen Airlines       | Changsha, Changzhou, Guiyang, Lhasa, Shenzhen, Zhengzhou |
| Sichuan Airlines        | Beijing-Capital, Changsha, Dalian, Guangzhou, Guilin, Guiyang, Haikou, Hangzhou, Harbin, Hefei, Jinan, Jiuzhaigou, Kunming, Lanzhou, Lhasa, Lijiang City, Nanjing, Nanning, Ningbo, Panzhihua, Sanya, Shanghai-Pudong, Shenyang, Shenzhen, Taipei-Songshan, Tianjin, Urumqi, Wenzhou, Wuhan, Wuxi, Xi'an, Xiamen, Xining, Yichang, Zhangjiajie, Zhengzhou |
| SilkAir                 | Singapore |
| Spring Airlines         | Shanghai-Pudong |
| Uni Air                 | Taipei-Taoyuan |
| Xiamen Airlines         | Changsha, Guilin, Hangzhou, Nanchang |